# Space Hulk (Computerspiel, 1993)
Space Hulk ist ein 1993 veröffentlichtes taktisches Action-Computerspiel von Electronic Arts. Es basiert auf dem gleichnamigen Brettspiel von Games Workshop und spielt in der Welt des Rollenspiel-Universums Warhammer 40.000. Der Spieler steuert darin eine Gruppe Weltraumsoldaten im Kampf gegen feindliche Aliens. Es erschien für MS-DOS, Amiga und PC-98.

## Spielprinzip
Der Spieler steuert ein Einsatzgruppe (Squad) genetisch modifizierter Elitesoldaten, sogenannte Space Marines, durch im Weltraum fliegende Raumschiffwracks. Seine Aufgabe ist die Untersuchung der Wracks und die Bekämpfung von gegnerischen Wesen, die aus dem Volk der Genestealers (engl.: Plural für Gendieb) stammen. In einer taktischen Levelübersicht kann der Spieler die Soldaten seiner Gruppe koordinieren. Für Kämpfe kann er in die Ego-Perspektive eines Soldaten wechseln und ins Spielgeschehen eingreifen. Auf dem unterteilten Monitor kann er dabei jeweils auch die Perspektiven der anderen Gruppenmitglieder sehen, diese jedoch nicht aktiv steuern. Die Spielfiguren sammeln Erfahrung und können im Laufe des Spiels verbessert und mit unterschiedlichen Waffen ausgerüstet werden. Das Spiel läuft in Echtzeit ab, kann mit der sogenannten Freeze-Funktion jedoch kurzzeitig eingefroren werden, um Befehle zu erteilen. Diese Zeit ist jedoch begrenzt und steht erst nach einer gewissen Wartezeit wieder zur Verfügung.

## Rezeption
“Nick Wilson and his programming team should be congratulated on one of the best boardgame to computer game conversions yet.”

„Man sollte Nick Wilson und seinem Programmiererteam zu einer der bislang besten Konvertierung eines Brettspiels zu einem Computerspiel gratulieren.“

„Während Grafik und Sound den latenten Sadomasocharme des Vorbilds voll rüberbringen, baut das Spielgeschehen langfristig leider ab.“

1994 wählte die britische PC Gamer das Spiel auf Platz 10 der besten Spiele aller Zeiten.
1996 erschien unter dem Titel Space Hulk: Vengeance of the Blood Angels ein Nachfolger. 2013 erschien ein weiteres Spiel unter dem Namen Space Hulk und mit derselben Thematik, entwickelt von Full Control.